# IPad (thế hệ 5)
iPad (tên chính thức là iPad thế hệ thứ 5) là một máy tính bảng 9.7" được Apple Inc. thiết kế, phát triển và tung ra thị trường. Sau khi công bố vào ngày 21 tháng 3 năm 2017, các quy ước đặt tên mâu thuẫn nhau đã tạo ra một số tên khác nhau cho sản phẩm này, bao gồm iPad thế hệ thứ 7 hoặc iPad 2017. Nó giữ lại kích thước màn hình của dòng máy tính bảng iPad và mạnh hơn iPad Air 2, tuy nhiên kích thước tổng thể và trọng lượng của nó là tương tự như iPad Air.
Không giống như iPad Air 2, thế hệ iPad này không có màn hình cán mỏng và không có lớp chống chói. Không giống như iPad Pro, nó không có Smart Connector và chỉ được trang bị hệ thống loa kép.
iPad này nhận được đánh giá có tốt có xấu. Nó được đánh giá cao về hiệu năng, các nhà phê bình khẳng định rằng iPad này nhanh hơn đáng kể so với các mẫu iPad cũ và nó cũng nhận được những đánh giá tích cực về giá cả và tuổi thọ pin. Tuy nhiên, nó đã bị chỉ trích vì thiếu màn hình chống chói và không hỗ trợ Apple Pencil cũng như bàn phím có thể gắn được thông qua Smart Connector. Giá bán của nó ở Mỹ là thấp nhất cho một chiếc iPad, giới truyền thông lưu ý rằng giá thấp hơn có thể là một nỗ lực nhằm khuyến khích việc sử dụng máy tính bảng trong ngành giáo dục, cũng như cho các doanh nghiệp cần các máy tính bảng giá rẻ cho các nhu cầu không quá đòi hỏi.
Vào ngày 27 tháng 3 năm 2018, Apple đã công bố sản phẩm kế nhiệm, iPad thế hệ thứ sáu.  Điều này cũng đánh dấu việc ngừng sản xuất iPad này.

## Lịch sử
iPad đã được Apple công bố vào ngày 21 tháng 3 năm 2017 trong một thông cáo báo chí. Đã có sự nhầm lẫn xung quanh việc đặt tên của nó, được đặt chỉ là "iPad" khi tung ra thị trường  nhưng được gọi là "iPad thế hệ thứ năm" trong các bảng thông tin và thông số kỹ thuật chính thức . Các nguồn khác gọi nó là "iPad thế hệ thứ bảy", khi bao gồm iPad Air và iPad Air 2 tương ứng là iPad thế hệ thứ năm và thứ sáu. Nó cũng được gọi là "iPad 2017".

### Chiến lược giá
Matt Kapko của CIO đã viết rằng mức giá giới thiệu của Apple là $329 tại Hoa Kỳ cho iPad, giảm 70 đô la so với iPad Air 2, dường như được tung ra để đáp trả lại sự xâm lấn của laptop Chromebook của Google trong lĩnh vực giáo dục và để thúc đẩy việc áp dụng rộng rãi hơn trong các thiết bị đầu cuối hướng tới khách hàng. Kapko cũng viết rằng thiết bị này được thiết kế để thu hút các doanh nghiệp cần máy tính bảng giá rẻ để sử dụng, bao gồm cả kiốt, thiết bị đầu cuối thanh toán và màn hình khách sạn.

## Cấu hình

### Phần mềm
Tại thời điểm phát hành, iPad được xuất xưởng với iOS 10, một phiên bản hệ điều hành di động của Apple. Thế hệ mới thay vào đó được bán kèm với hệ điều hành iOS 11. Cảm biến vân tay Touch ID đi kèm cho phép người dùng mở khóa thiết bị cũng như phê duyệt mua hàng từ App Store,  iTunes Store và iBooks Store. Touch ID và Apple Pay cho phép người dùng mua các mặt hàng từ các trang web hoặc từ trong ứng dụng.

### Phần cứng

#### Màn hình
H
- 9.7", tỉ lệ 4:3
- Tấm nền IPS LCD
- Độ phân giải: Retina 2048×1536 pixel (264 ppi)

#### Vi xử lí
- Apple A9 (64-bit), 2 nhân 1.85 GHz
- Bộ đồng xử lí chuyển động Apple M9
- GPU: PowerVR GT7600

#### Bộ nhớ
- RAM: 2GB RAM
- Bộ nhớ trong: 32 GB hoặc 128 GB

#### Camera
- Trước: 1.2 MP, khẩu độ ƒ/2.2
- Sau: 8 MP, chống rung quang học, nhận diện khuôn mặt, khẩu độ ƒ/2.4

#### Pin
Pin Li-Po, 8827 mAh